# Station Pontoise
Pontoise is het spoorwegstation van de Franse gemeente Pontoise. Er begint hier een spoorlijn naar station Achères-Ville, het ligt op kilometerpunt 28,583 van deze lijn, en het ligt aan de spoorlijn van Saint-Denis naar Dieppe, op kilometerpunt 29,395. Het station is in 1860 geopend.
Het station wordt aangedaan door verschillende treinen van Transilien:
- Treinen van de RER C tussen dit station en Massy-Palaiseau
- Treinen van Transilien lijn H tussen dit station en Paris-Nord
- Treinen van Transilien lijn H tussen dit station en Creil
- Treinen van Transilien lijn J tussen Paris Saint-Lazare en Gisors, waarvan sommige treinen Boissy-l'Aillerie of Pontoise als eindbestemming hebben.

## Vorige en volgende stations
| Richting                             | Vorig station    | Lijn    | Volgend station                          | Richting                                     |
| ------------------------------------ | ---------------- | ------- | ---------------------------------------- | -------------------------------------------- |
| eindpunt C1                          | eindpunt         | RER C   | Saint-Ouen-l'Aumône                      | Massy-Palaiseau C2                           |
| eindpunt                             | eindpunt         | Trans H | Saint-Ouen-l'Aumône                      | Paris-Nord Persan - Beaumont, richting Creil |
| eindpunt of Boissy-l'Aillerie Gisors | Osny of eindpunt | Trans J | Saint-Ouen-l'Aumône-Quartier de l'Église | Paris Saint-Lazare                           |